# Chemin de fer General Bartolomé Mitre
Pour les articles homonymes, voir Bartolomé Mitre.

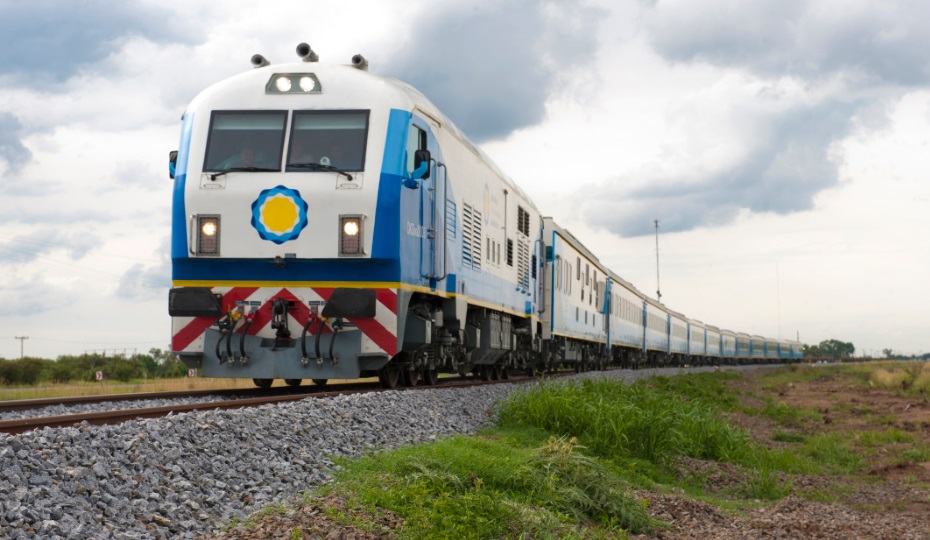
Locomotive CKD8 du CNR assurant le service Retiro-Rosario Norte.

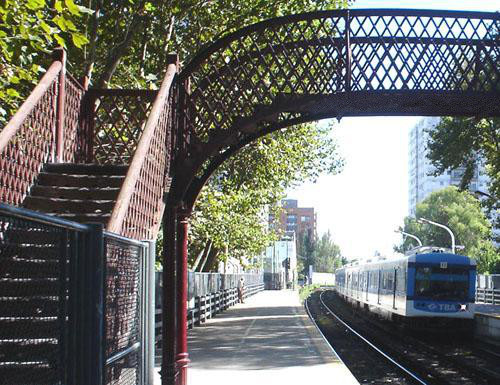
Service urbain sur la branche Retiro-Tigre.

Le chemin de fer General Bartolomé Mitre (espagnol : Ferrocarril General Bartolomé Mitre ou FCGBM), appelé ainsi en l'honneur du président argentin Bartolomé Mitre, est un des réseaux les plus étendus de ceux qui composent le réseau ferroviaire argentin. D'écartement large, il part du terminal ferroviaire de la gare de Retiro, à Buenos Aires, et se dirige vers le Nord du pays, en traversant les provinces de Buenos Aires, Santa Fe, Córdoba, Santiago del Estero et Tucumán.

## Histoire
Il fut formé lors de la nationalisation des chemins de fer entre 1946 et 1948, comprenant des voies qui firent partie de la société Ferrocarril Central Argentino, à capitaux britanniques. Dès lors il fut utilisé en sa totalité par l'entreprise publique Empresa de Ferrocarriles del Estado Argentino, devenue plus tard Ferrocarriles Argentinos.
Le décret du pouvoir exécutif national no 32574 du 21 octobre 1948 stipulait qu'à partir du1er janvier 1949, les lignes ferroviaires nationalisées porteraient le nom de héros nationaux ou de personnages illustres du pays ayant un rapport avec la région desservie par chaque chemin de fer, de sorte que le Ferrocarril Central Argentino a été rebaptisé Ferrocarril Nacional General Bartolomé Mitre (Chemin de fer national général Bartolomé Mitre). Les motifs du décret stipulent « qu'il est du devoir du gouvernement de la nation de maintenir vivant dans le peuple le culte de la mémoire des forgeurs de la nationalité, en hommage de gratitude à leurs efforts patriotiques et pour renforcer les sentiments de solidarité avec notre passé ».
Nuevo Central Argentino est la société privée qui gère l'exploitation et les infrastructures de fret du chemin de fer General Bartolomé Mitre, depuis le 23 décembre 1992.
En août 2022, le service Rosario Norte – Cañada de Gómez est réhabilité après 45 ans, avec 3 services par jour.